# Canadair Sabre
Canadair Sabre là một loại máy bay tiêm kích phản lực do hãng Canadair chế tạo theo giấy phép từ hãng North American Aviation Inc. của Mỹ, loại máy bay này được Không quân Hoàng gia Canada (RCAF) sử dụng chính. Nó được sản xuất cho đến tận năm 1958, RCAF sử dụng nó đến khi thay thế bằng loại Canadair CF-104 vào năm 1962. Một số lực lượng không quân các quốc gia khác cũng sử dụng loại máy bay này.

## Thiết kế và phát triển
Năm 1948, chính phủ Canada quyết định tái trang bị F-86 Sabre cho RCAF và hãng Canadair đã được chọn ký hợp đồng sản xuất ở Montreal, Quebec, Canada. Lô đầu tiên gồm 10 chiếc được đặt hàng nhằm đánh giá thử nghiệm. Chiến tranh Triều Tiên xảy ra đã làm thay đổi mọi chuyện, đơn đặt hàng đã tăng lên thành 100 chiếc. Canadair đã từ từ xây dựng cơ sở sản xuất của mình để các bộ phận cũng như thiết bị liên quan đều có thể thu mua được từ các nhà cung cấp ở Canada. Canadair đặt tên dự án Sabre của mình là CL-13.
Canadair sản xuất 6 phiên bản CL-13 Sabre. Chỉ có duy nhất Sabre Mk.1 về cơ bản giống với North American Sabre F-86A, các phiên bản còn lại có nhiều điểm khác biệt. Mk.1 có một động cơ phản lực General Electric J47-GE-13 tạo lực đẩy 5.200 lbf (23 kN). Sabre Mk.2 có cùng động cơ, sau khi 20 chiếc đầu được chế tạo, những chiếc sau đó có điểm đặc biệt là được trang bị các hệ thống điều khiển hỗ trợ điện và cánh đuôi giữ thăng bằng hoàn toàn. Chỉ có phiên bản Sabre Mk 3 sử dụng động cơ phản lực Avro Canada Orenda (Orenda 3 tạo lực đẩy 6.000 lbf (27 kN)). Sabre Mk.4 vẫn sử dụng động cơ của General Electric, được dành riêng cho Không quân Hoàng gia và sau này được bán cho không quân các nước khác. Sabre Mk.5 là phiên bản sản xuất tiếp theo, trang bị 1 động cơ Orenda 10 tạo lực đẩy 6.500 lbf (29 kN). Sabre Mk.6 trang bị động cơ Orenda 14 có lực đẩy là 7440 lbf (33 kN). Từ năm 1950 tới 1958, tổng cộng có tới 1.815 chiếc CL-13 Sabre được chế tạo tại các nhà máy của Canadair ở Montreal.

## Lịch sử hoạt động
Thế hệ thứ hai của máy bay Canadair Sabre và là thế hệ đầu tiên được chế tạo với số lượng lớn là Mk.2, có 350 chiếc được chế tạo trong giai đoạn 1952-1953. RCAF nhận 290 chiếc đã được cải tiến. Trong nửa đầu năm 1952, 60 chiếc Mk.2 còn lại được cung cấp cho Không quân Mỹ để sử dụng trong Chiến tranh Triều Tiên. Hầu hết những chiếc Sabre Mk.2 của RCAF được sử dụng trong vai trò phòng không thuộc Sư đoàn không quân số 1 của RCAF đóng ở châu Âu, nó đã chứng tỏ vai trò không chiến tầm gần nổi bật. Những chiếc khác được giao vai trò huấn luyện ở các căn cứ tại Canada. Sau khi Sabre Mk.5 thay thế trong biên chế RCAF vào năm 1954, chỉ hơn 210 chiếc Sabre Mk.2 còn sót lại được đại tu và sửa đổi ở Anh, chúng được cung cấp cho Không quân Hy Lạp và Không quân Thổ Nhĩ Kỳ.

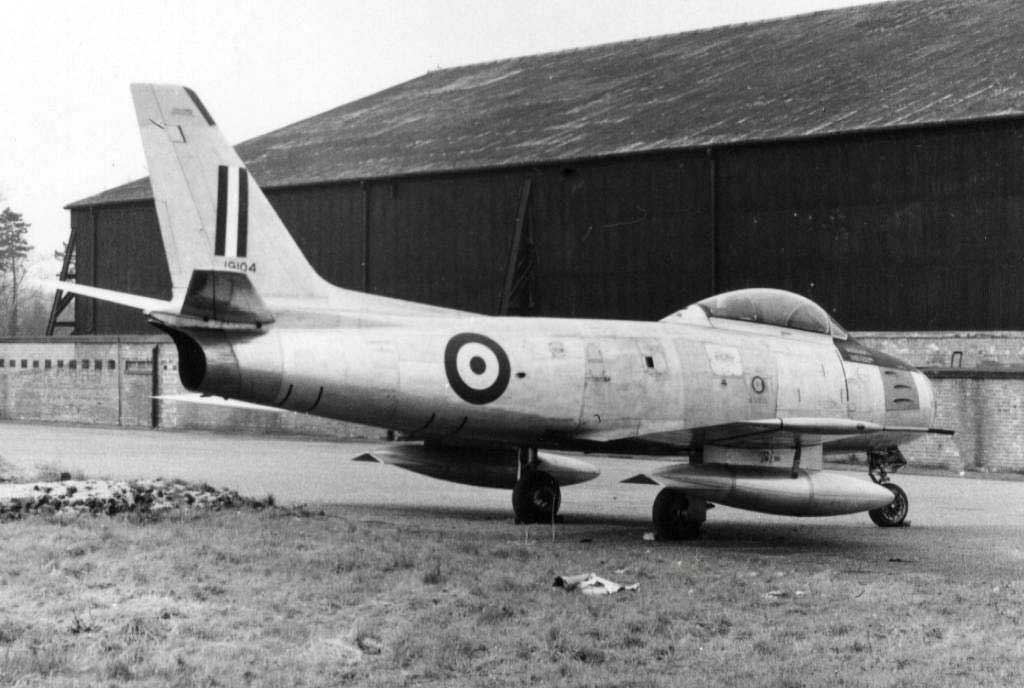
Canadair Sabre Mk.2 sơn phù hiệu Không quân Hy Lạp năm 1955

Giữa năm 1952, Sabre Mk.4 được đưa vào sản xuất, chiếc đầu tiên bay vào ngày 28/8/1952. Ngoài một số thay đổi hệ thống và cấu trúc nhỏ, gồm cải tiến hệ thống ngắm của súng và điều hòa không khí, thì Mk.2 và Mk.4 giống hệt nhau. Có 438 chiếc Mk.4 được chế tạo, khoảng 70 chiếc được RCAF sử dụng tạm thời, tất cả những chiếc khác được giao cho RAF. Những chiếc Sabre Mk.4 khác được gửi trực tiếp cho RAF dưới chương trình hỗ trợ lẫn nhau, chúng được trang bị cho 11 phi đoàn của RAF. Phần lớn những chiếc Mk.4 này phục vụ ở Tây Đức trong các đơn vị NATO, ngoài những phi đoàn đóng ở Tây Đức còn 2 phi đoàn đóng ở Vương quốc Anh thuộc Bộ chỉ huy Tiêm kích RAF. Sabre Mk.4 được RAF sử dụng cho đến tận giữa năm 1956 khi chúng bị những chiếc Hawker Hunter thay thế. Những chiếc còn sống sót được đại tu ở Anh, trang bị cánh sửa đổi '6-3' và được giao cho USAF và sau đó chúng lại được chuyển cho các thành viên của NATO, phần lớn cho Italy, ngoài ra còn giao cho Nam Tư.
Ngày 30/7/1953, chiếc Sabre Mk.5 đầu tiên đã thực hiện chuyến bay của mình với động cơ Orenda 10, động cơ này giúp Mk.5 có vận tốc leo cao và trần bay tốt hơn so với các phiên bản trước đó. Ngoài ra Mk.5 còn có một số cải tiến khác như một hệ thống tạo oxy mới, cải thiện khả năng cơ động và bay ở vận tốc thấp nhờ tăng dây cung cánh lên 6 in (15,2 cm) ở gốc cánh và 3 in (7,2 cm) ở đầu cánh cùng với việc lắp thêm một tấm chắn cánh đứng nhỏ. Sửa đổi này bắt nguồn do North American thực hiện trên F-86F, đã cải thiện đáng kể khả năng cơ động, bù lại máy bay sẽ không còn cánh tà trước khiến tốc độ hạ cánh tăng lên và việc xử lý máy bay ở vận tốc thấp giảm xuống. Canadair đã chế tạo 370 chiếc Mk.5, phần lớn được sử dụng trong các phi đoàn thuộc Sư đoàn không quân của RCAF đóng tại châu Âu để thay thế cho loại Mk.2. Tổng cộng có 75 chiếc Sabre Mk.5 của RCAF được chuyển giao cho Luftwaffe trong năm 1957.
Canadair Sabre Mk.6 là phiên bản cuối cùng là được coi là phiên bản Sabre tốt nhất từng được sản xuất. Nó trang bị một động cơ Orenda hai tầng tạo lực đẩy lên tới 7.275 lb (3.302 kg). Khả năng cơ động, leo cao và bay trên độ cao lớn của nó cũng vượt trội so với Mk.5 và nó cũng được gắn lại cánh tà trước giúp máy bay xử lý tốt hơn ở vận tốc thấp. Kiểu sản phẩm đầu tiên được hoàn thành vào 2/11/1954 và có 655 chiếc được chế tạo, dây chuyền chế tạo Mk.6 đóng cửa vào ngày 9/10/1958.
Tổng cộng có 390 chiếc Mk.6 được trang bị cho RCAF, chúng được sử dụng để thay thế cho những chiếc Canadair Sabre Mk.5 trong các phi đoàn thuộc Sư đoàn không quân đóng ở Tây Đức và Pháp. Trong thập niên 1950, những mối đe dọa trên không đối với NATO ở Trung Âu là những phiên bản đời đầu máy bay MiG của Liên Xô như MiG-15, MiG-17, MiG-19 và MiG-21. Dựa trên những kinh nghiệm trong Chiến tranh Triều Tiên, việc lựa chọn Sabre Mk.6 để tác chiến với những chiếc MiG là lựa chọn hợp lý của NATO. Cam kết của Canada đối với NATO là triển khai 12 phi đoàn đóng quân tại 4 căn cứ ở châu Âu - 2 ở Pháp (Marville và Grostenquin) và 2 ở Tây Đức (Zweibrücken và Baden Soellingen). Ban đầu, Canada chỉ đóng góp máy bay Sabre, nhưng sau đó còn có thêm Avro Canada CF-100 trong vai trò máy bay tiêm kích đêm và tiêm kích mọi thời tiết.
Ngoài những chiếc Mk.6 trang bị cho RCAF, còn có 225 chiếc Canadair Mk.6 Sabre được xuất khẩu cho Luftwaffe, 6 chiếc cho Không quân Colombia và 34 chiếc cho Không quân Nam Tư.
Canadair Sabre đã tham gia tích cực trong 2 cuộc xung đột lớn mà chúng được triển khai: đó là Chiến tranh Triều Tiên và Chiến tranh Ấn Độ-Pakistan 1971. Tháng 1/1966, Đức bán 90 chiếc Canadian Mk.6 của mình cho Iran, sau đó Iran đã chuyển qua cho Pakistan. Những chiếc máy bay này nhanh chóng trở thành máy bay tiêm kích ngày chính trong Không quân Pakistan.
Tới cuối năm 1971, những chiếc Gnat của Không quân Ấn Độ (IAF) trở thành một đối thủ khó chịu vượt trội về mặt kỹ thuật đối với những chiếc Sabre, và IAF đã đặt nickname cho Gnat là "Sabre Slayers" sau những thành tích của Gnat trong 2 cuộc chiến tranh đối đầu với Sabre. Gnat nhẹ và có hình dáng thon gọn, nó rất khó để nhìn thấy, đặc biệt là ở độ cao thấp, nơi thường diễn ra các cuộc không chiến tầm gần.

### Kỷ lục tốc độ của phái yếu
Năm 1952, Jacqueline Cochran lúc đó đã 47 tuổi quyết định thách thức kỷ lục tốc độ thế giới dành cho nữ giới đang do Jacqueline Auriol nắm giữ. Cochran cố gắng mượn một chiếc F-86 từ USAF, nhưng thất bại. Sau đó bà được giới thiệu với một thiếu tướng của RCAF, ông đã thuyết phục Bộ trưởng quốc phòng Canada cho phép cho mượn một chiếc Sabre Mk.3 số seri 19200. Hãng Canadair đã gửi một đội hỗ trợ gồm 16 người tới California để giúp sức. Ngày 18/5/1953, Cochran đã thiết lập một kỷ lục vận tốc mới trên quãng đường dài 100 km, bà đạt vận tốc 1.050,15 km/h (652,5 mph). Ngày 3/6, bà lại tiếp tục thiết lập một kỷ lục bay một vòng kín 15 km với vận tốc 1078 km/h (670 mph). Ngoài ra, trong lúc ở California, bà đã vượt vận tốc 1270 km/h khi bổ nhào và trở thành người phụ nữ đầu tiên vượt vận tốc âm thanh.

### Golden Hawks
Golden Hawks là đội bay biểu diễn của Canada được thành lập năm 1959 nhân kỷ niệm 35 năm thành lập RCAF và 50 chuyến bay "Golden" trong lịch sử hàng không Canada, bắt đầu với AEA Silver Dart năm 1909. Ban đầu, một đội 6 chiếc Canadair Sabre Mk.5 sơn màu vàng kim loại được hình thành để hoạt động trong thời gian 1 năm, nhưng Golden Hawks đã trở nên nổi tiếng sau khi trình diễn 63 show. Năm sau đó, một máy bay được bổ sung cho đội, cho phép một đội hình chính gồm 5 chiếc và 2 chiếc bay đơn. Golden Hawks tiếp tục biểu diễn thêm 3 mùa giải nữa, sau đó đổi sang dùng loại mk.6 vào năm 1961, cho đến khi bị giải thể ngày 7/2/1964, tổng cộng đội đã biểu diễn 317 show ở khắp Bắc Mỹ. Tháng 6/1964, 2 máy bay thuộc Golden Hawk đã được bán cho Lynn Garrison, một phi công cũ của RCAF, ông đã thành lập Bảo tàng hàng không Canada năm 1964. Một chiếc được đăng ký với tên gọi CF-AMH và do phi công Milt Harradence điều khiển. Chiếc kia được Lynn Garrison vận hành và sau đó là Flight Test Research ở Long Beach, California. Nó bị phá hủy trong một nhiệm vụ thử nghiệm ở sa mạc Mojave.

## Biến thể

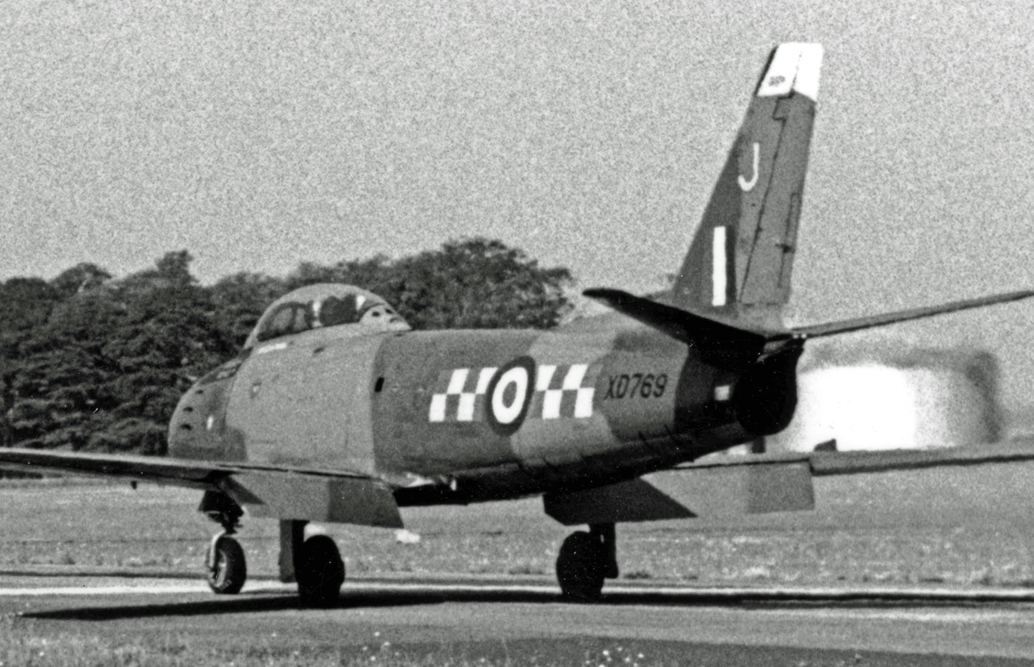
Canadair Sabre F.4 thuộc Phi đoàn 92, Bộ tư lệnh tiêm kích RAF năm 1955

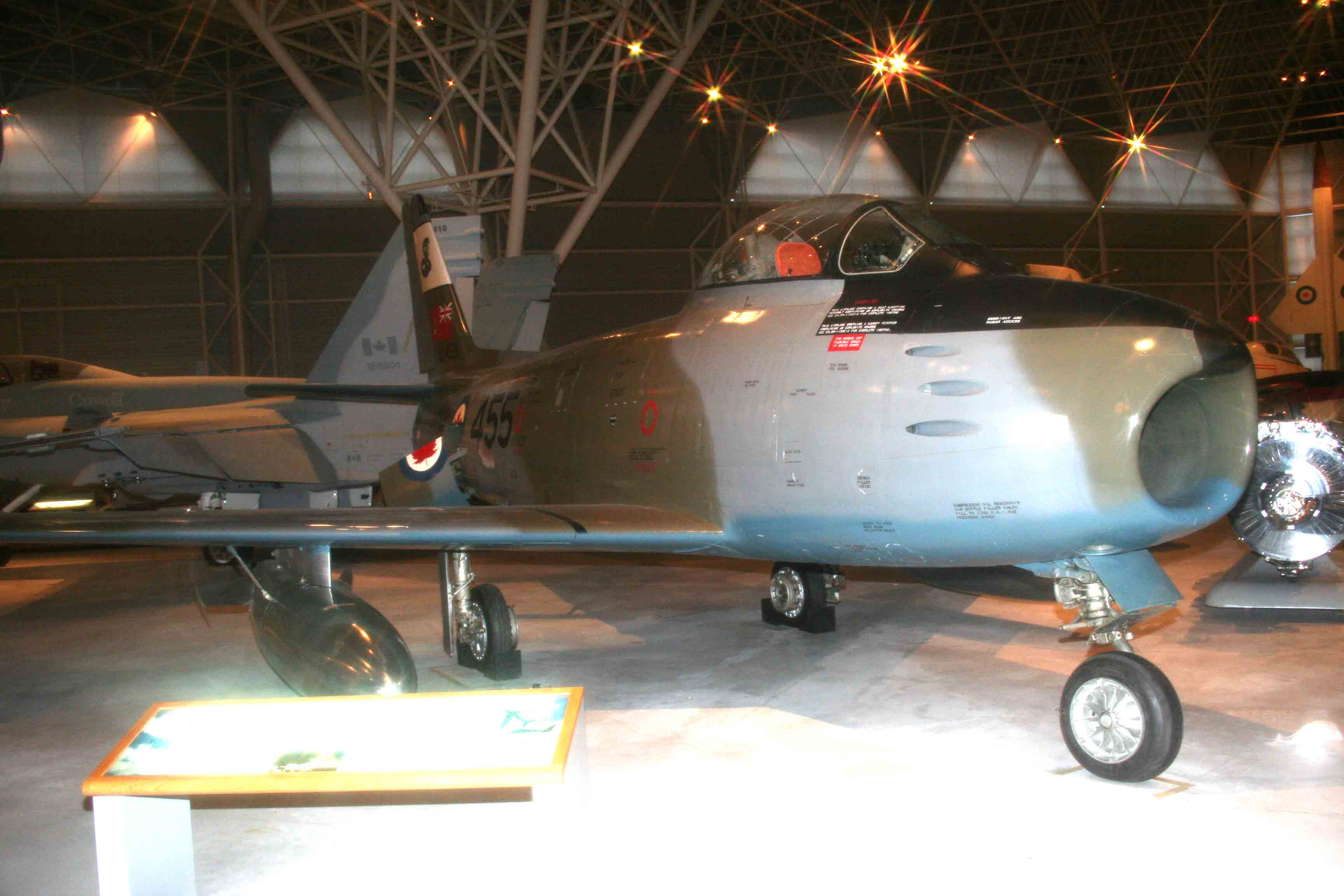
Canadair Sabre 6

Sabre Mk.1
1 chiếc được chế tạo, mẫu thử F-86A.
Sabre Mk.2
350 chiếc được chế tạo, kiểu F-86E, 60 cho USAF, 3 cho RAF, 287 cho RCAF.
Sabre Mk.3
1 chiếc được chế tạo ở Canada, dùng để thử nghiệm tĩnh cho động cơ phản lực Orenda 3, các sửa đổi cấu trúc khác được thực hiện để vừa với động cơ Orenda.
Sabre Mk.4
438 chiếc được chế tạo, 10 cho RCAF, 428 cho RAF với tên gọi Sabre F 4.
Sabre Mk.5
370 chiếc được chế tạo, kiểu F-86F với động cơ Orenda, tất cả cho RCAF, 75 chiếc sau đó chuyển cho Luftwaffe.
Sabre Mk.6
655 chiếc được chế tạo, 390 cho RCAF, 225 cho Luftwaffe, 6 cho Colombia và 34 cho Nam Phi.

## Quốc gia sử dụng
Bangladesh
 Canada
- Không quân Hoàng gia Canada

 Colombia
- Không quân Colombia

 Đức

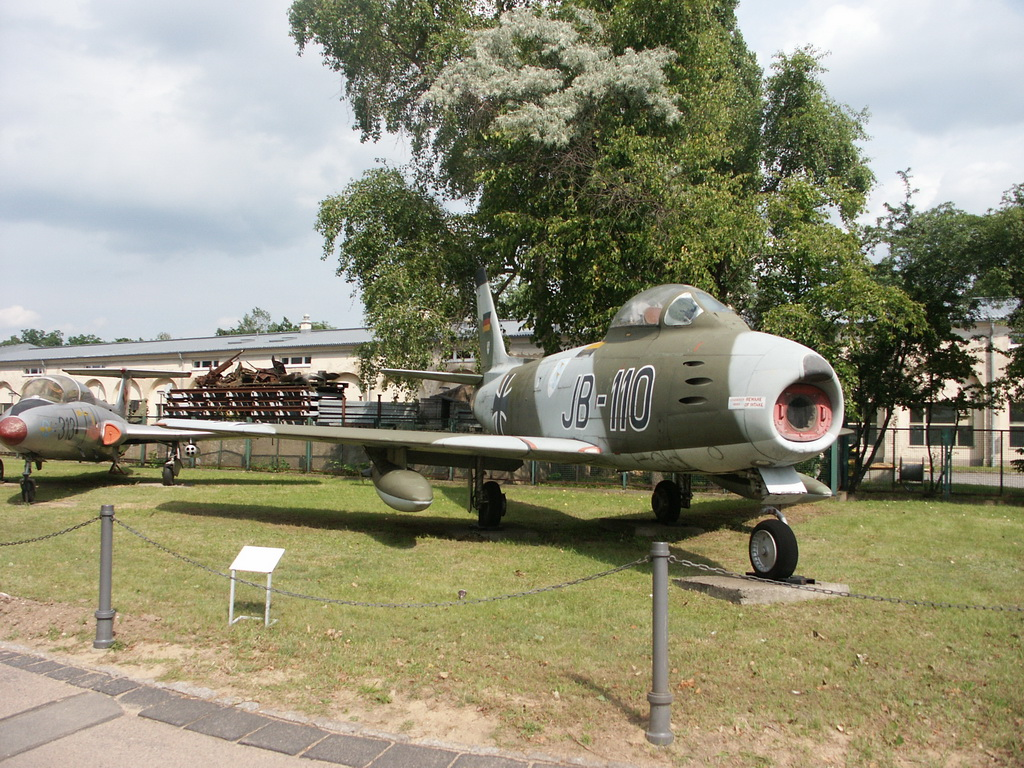
Luftwaffe Canadair Sabre

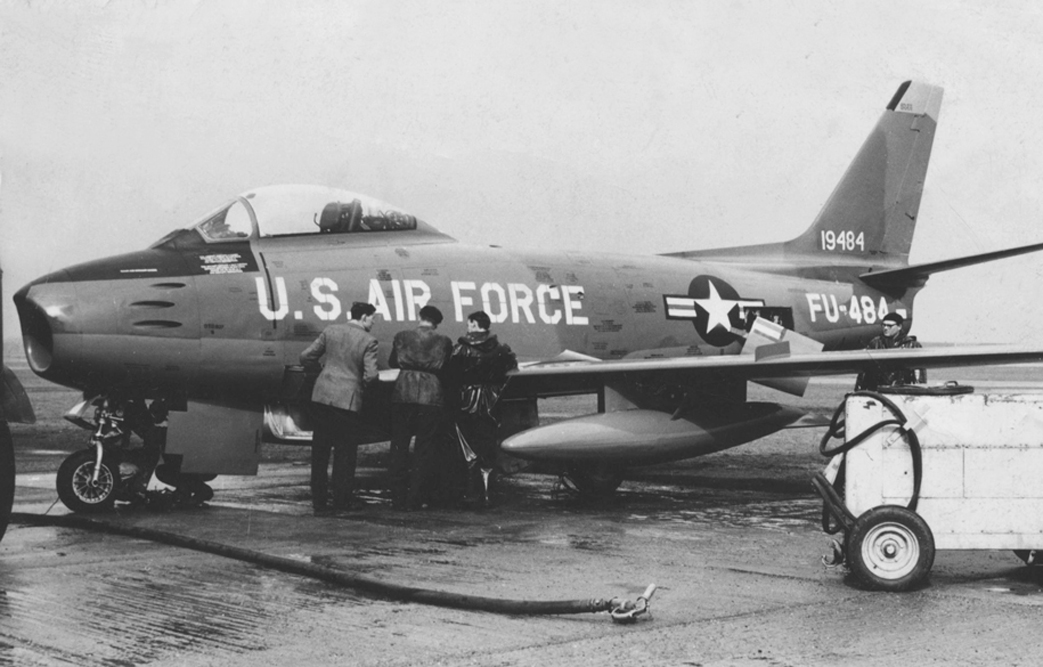
Canadair Sabre Mk.4 cũ của RAF được sơn phù hiệu của không quân Mỹ trước khi chuyển cho không quân Ý năm 1956

- Luftwaffe sử dụng 75 chiếc Canadair Sabre Mk.5 và 225 chiếc Canadair Sabre Mk.6 trong giai đoạn 1957-1964, trang bị cho JG 71, JG 72, và JG 73. Chiếc Mk.6 cuối cùng dùng cho huấn luyện nghỉ hưu năm 1983.[6]

 Greece
- Không quân Hy Lạp

 Honduras
- Không quân Honduras

 Ý
- Không quân Italy

 Pakistan
- Không quân Pakistan - 90 chiếc Sabre cũ của RCAF thông qua Iran (Đức bán)

 South Africa
- Không quân Nam Phi

 Thổ Nhĩ Kỳ
- Không quân Thổ Nhĩ Kỳ

 Anh Quốc
- Không quân Hoàng gia

Mua 3 chiếc Canadair CL-13 Mark 2 và 428 chiếc Mark 4 trong giai đoạn 8/12/1952 - 19/12/1953; trang bị cho các phi đoàn số 3, 4, 20, 26, 66, 67, 71, 92, 93, 112, 130, 147 và 234 của RAF. Trong giai đoạn 1956–1958, 302 chiếc Sabre của RAF được đại tu và sửa đổi ở Anh và gửi sang Mỹ, chúng được sơn màu và số hiệu của RCAF và được tái định danh là F-86E(M); trong đó 121 chiếc được gửi cho Nam Tư và 179 chiếc cho Italy.
 Hoa Kỳ
- Không quân Hoa Kỳ

 Nam Tư
- Không quân SFR Nam Tư

## Tính năng kỹ chiến thuật (Sabre Mk.6)

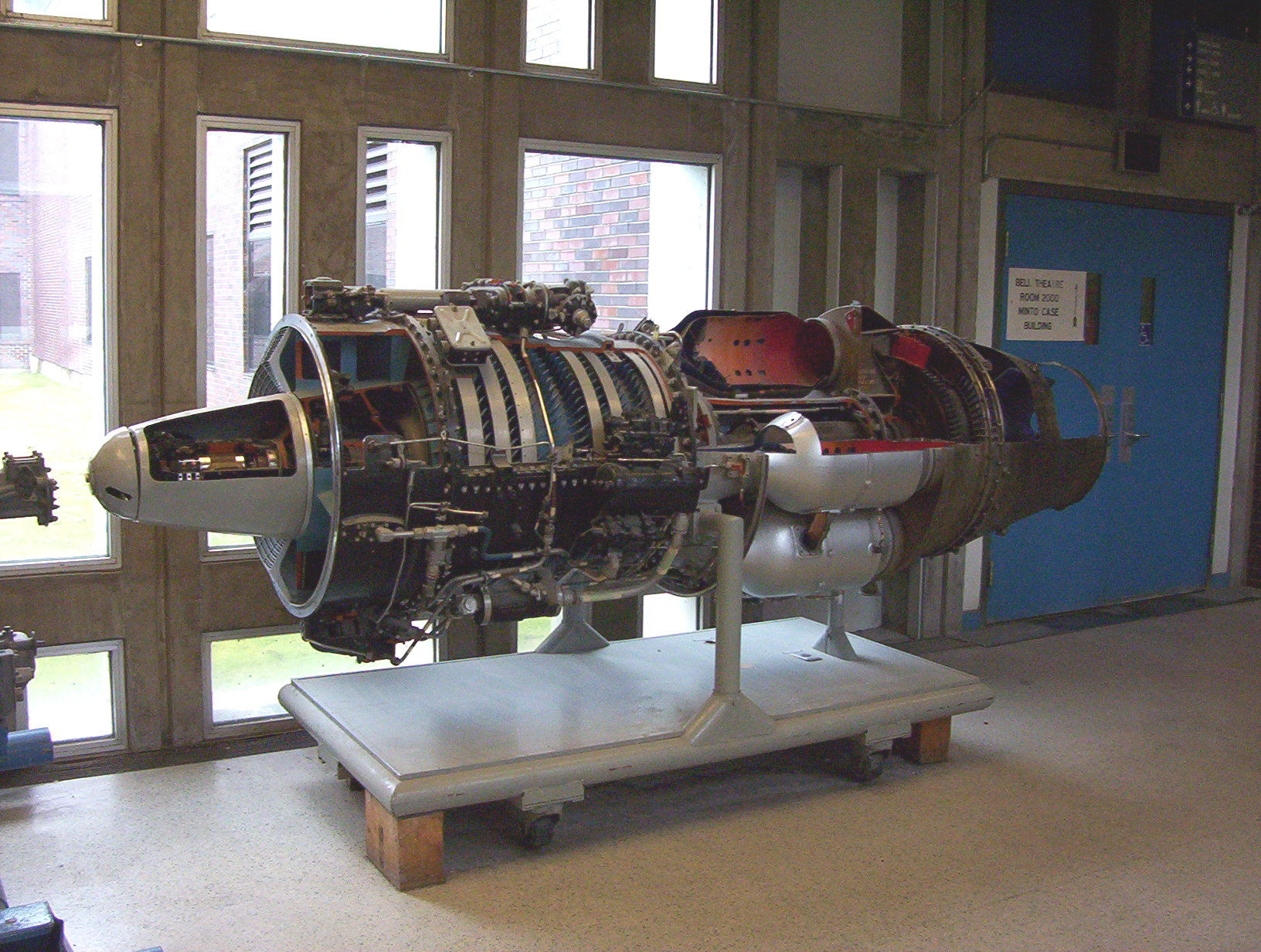
Động cơ Orenda trưng bày ở Đại học Carleton

### Đặc điểm riêng
- Tổ lái: 1
- Chiều dài: 37 ft 6 in (11,43 m)
- Sải cánh: 37 ft 1½ in (11,32 m)
- Chiều cao: 14 ft 9 in (4,49 m)
- Trọng lượng rỗng: 10.618 lb (4.816 kg)
- Trọng lượng cất cánh tối đa: 17.560 lb (7.965 kg)
- Động cơ: 1 động cơ phản lực Avro Canada Orenda 14, lực đẩy 7.275 lbf (32,36 kN)

### Hiệu suất bay
- Vận tốc cực đại: 710 mph (1142 km/h)
- Trần bay: 54.000 ft (16.460 m)
- Vận tốc lên cao: 11.800 ft/min

### Vũ khí
- 6 khẩu 0.50 in (12,7 mm) M2 Browning (tổng cộng 1.602 viên đạn)
- Rocket: mang được nhiều loại khác nhau
- Tên lửa: 2× AIM-9 Sidewinder
- Bom: 4 giá treo dưới cánh mang được 5.300 lb (2.400 kg). Mang được nhiều loại bom, trong đó có bom napalm, vũ khí hạt nhân chiến thuật.

### Máy bay có cùng sự phát triển
- CAC Sabre
- North American FJ-1 Fury
- North American F-86 Sabre
- North American F-86D Sabre
- North American FJ-2/-3 Fury

### Máy bay có tính năng tương đương
- Dassault Mystère
- Mikoyan-Gurevich MiG-15